# Being Human (película)
Being Human (conocida como Un hombre perdido en el tiempo en España y Un simple mortal en México) es una película de 1993 interpretada por Robin Williams.
La película describe la experiencia de una sola alma humana (representada por Williams) a través de varias encarnaciones. Williams es el único actor común en todas partes de las historias que atraviesan la historia del hombre sobre la tierra.
La película fue escrita y dirigida por Bill Forsyth para David Puttnam mientras él estaba en el control de Columbia Studios en 1989. Cuando Puttnam fue expulsado Being Human fue retirado de la lista de distribución y dieron un lanzamiento limitado en 1993, apenas alcanzando una recaudación de 1.5 millones de dólares en EE. UU. Más adelante, la Warner optaría por distribuirla en el resto del mundo a través de mercados secundarios (televisión y vídeo).
Being Human fue el debut en la pantalla para Ewan McGregor.
Actualmente sólo se puede conseguir en Estados Unidos en DVD a través de Warner Bros Archive Collection.

## Reparto
- Robin Williams: Héctor
- John Turturro: Lucinnius
- Bill Nighy: Julian
- Vincent D'Onofrio: Sacerdote
- Robert Carlyle: Chamán
- Simon McBurney: Hermes
- Héctor Elizondo: Don Paulo
- Ewan McGregor: Alvarez
- William H. Macy: Boris
- José Pérez: Santiago
- Theresa Russell: Narrador
- Anna Galiena: Beatrice